# بورد علوم پزشکی هسته‌ای آمریکا
بورد علوم پزشکی هسته‌ای آمریکا (به انگلیسی: American Board of Science in Nuclear Medicine) تأسیس ۱۹۷۶، معروف به ABSNM، نام یک سازمان غیر انتفاعی است که وظیفه آن اعطای گواهینامه رسمی به دارندگان مدرک دکترا و فوق لیسانس فیزیک پزشکی و تخصص‌های مربوطه متقاضی در رشته‌های زیر در آمریکای شمالی را دارد:
- فیزیک و تجهیزات پزشکی هسته ای
- علوم داروسازی پرتوی
- فیزیک محافظت از پرتو
- تصویرسازی مولکولی

این بورد معادل یا مشابه بورد پزشکی هسته ای برای متقاضیان فیزیک پزشکی (ABR-Medical Physics concentration in Nuclear Medicine) می‌باشد  و زیر نظر انجمن پزشکی هسته‌ای و تصویربرداری مولکولی آمریکا بوده و رسماً مورد قبول سازمان ACR و کمیسیون ساماندهی هسته‌ای است.